# Hannah Taylor
Hannah Fay Taylor (ur. 30 kwietnia 1998) – kanadyjska zapaśniczka walcząca w stylu wolnym. Olimpijka z Paryża 2024, gdzie zajęła piąte miejsce w kategorii do 57 kg. Zajęła dwunaste miejsce na mistrzostwach świata w 2022 roku. 
Wicemistrzyni igrzysk panamerykańskich w 2023 i ósma w 2019. Brązowa medalistka igrzysk wspólnoty narodów w 2022. Srebrna medalistka mistrzostw panamerykańskich w 2019 i 2020. Trzecia na MŚ U-23 w 2019 i 2021. Mistrzyni panamerykańska juniorów w 2018; druga w 2017 roku.